# ポリタンク
ポリタンクとは、ポリエチレン製のタンクのこと。略称ポリ缶。飲料水や灯油などの液体を入れて運搬、保存するための容器として使われる。
そのおおまかな形状は1930年代中期からドイツで開発され、第二次世界大戦期以降、軍用に広く使われた金属製の燃料携行缶（通称「ジェリカン」）の形態を、簡略に踏襲したものである。縦型ポリタンク側面のX型の凹みは、ジェリカンにおける強度確保と変形許容のために加えられたプレス加工の名残である。一般的にはブロー成形によって生産される。

## 日本のポリタンク事情

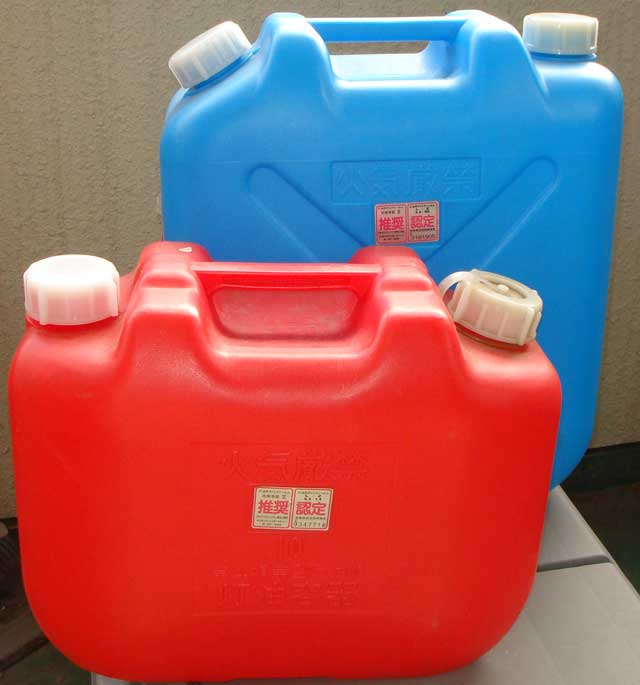
日本のポリタンク。容量は、赤いタンクが10リットル、青いタンクが18リットル。青い18リットルタンクの形状は「ジェリカン」の影響が強い

日本の家庭では、裸火による石油ストーブが普及していることから、灯油を運搬、保存するための容器として広く認知されている。食品や飲料、洗剤や各種薬品の容器としても用いられるが、主に業務用であり、一般には馴染みが薄い。

### 灯油を入れるポリタンク
紫外線による内容物の劣化を防ぐために、白、赤、青、緑など不透明に着色されている。容器の素材は高密度ポリエチレンが使われている。製造業者や販売ルートにより、赤（東日本と沖縄県で主流）と青（北海道と西日本で主流）に大別される。
日本で販売されているタンクの容量は、尺貫法の歴史から約1斗に相当する18リットルのものが一般的である。この容量は、ポリタンクが一般に普及する以前の1970年代までは一斗缶による灯油の販売が一般的であったためだが、最近では20リットルのものも市販されている。

#### 認証制度
灯油用のポリタンクには、日本ポリエチレンブロー製品工業会（業界団体）がJIS規格をパスしたものについて、灯油かん推奨認定ラベルを貼付している。一時、海外製の粗悪なポリタンクが流通したために、業界が灯油缶に対するJIS規格の策定を政府に申請し、JIS Z 1710（寸法や耐久試験など）が策定された。現在では、多くの自治体において認証製品の使用が推奨となっている。

### 飲料水・食品用ポリタンク
変色やカビの繁殖などを外部から確認しやすいことや、燃料・薬品用のポリタンクと区別するため、白色としているものが多い。用途によっては食品衛生法が適用されるため、食品衛生法に基づく検査を受けている製品が多い。

### 薬品・排水用ポリタンク
灰色がよく使われている。容器の素材は、耐薬品性に優れる高密度ポリエチレンが使用される。

### ローリータンク
黄・橙色がよく使われている。容量は数十リットルから数百リットルのものがある。主に農業用の貯水タンク、薬品・液体の保管・運搬、工事現場での貯水に使われている。

## 世界のポリタンク事情

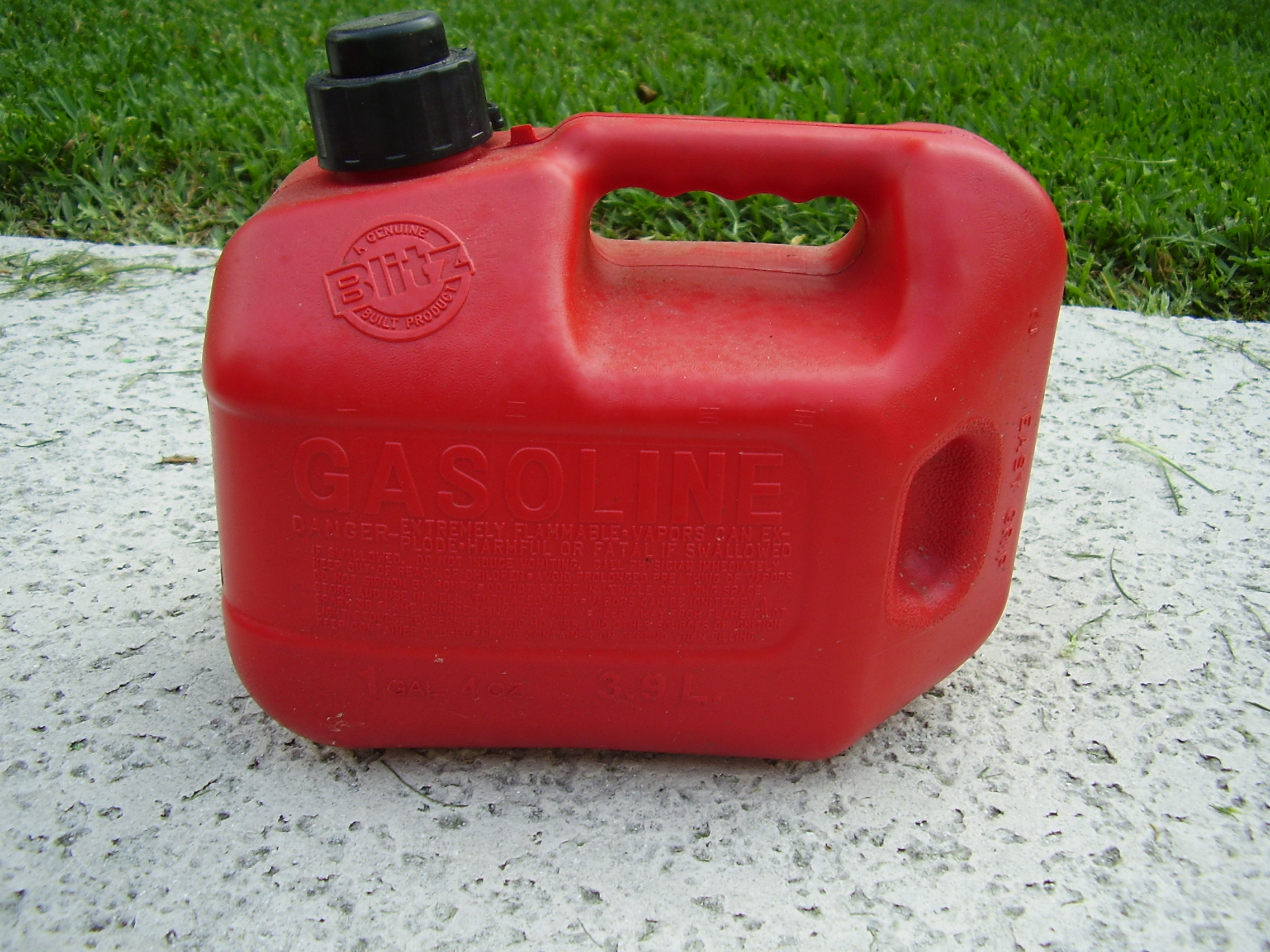
アメリカ製の樹脂製ガソリンタンク（日本ではプラスチック製ガソリン容器は10Lまでとなっている）

- 国際連合（UN）勧告の基準に適合している運搬容器には、UN表示が付されているが、外国の機関等において表示された運搬容器であっても、これらUN表示が付された運搬容器にあっては、原則として消防法に定める運搬容器の基準に適合しているものとして取り扱うこととしている。
- UN規格とされるプラスチック製ガソリン容器はガソリン携行缶として使用できる。

容量はリットル単位（10、20、25リットルなど）のほかガロン単位のものも多く流通している。内容物を劣化させないために、白や青色に着色されていることが一般的である。

## 漂着ごみ
冬季の日本海沿岸には、ハングル表記のあるポリタンクが大量に漂着ごみとして押し寄せる。ポリタンクには過酸化水素の表記があるものの、中身は別の酸性またはアルカリ性物質に詰め替えられていることもあり危険である。環境省の調べでは日本海沿岸へのポリタンクの漂着状況は、2012年度は5,547個、2014年度は14,465個となっている。